# Національна премія «Скарб нації»

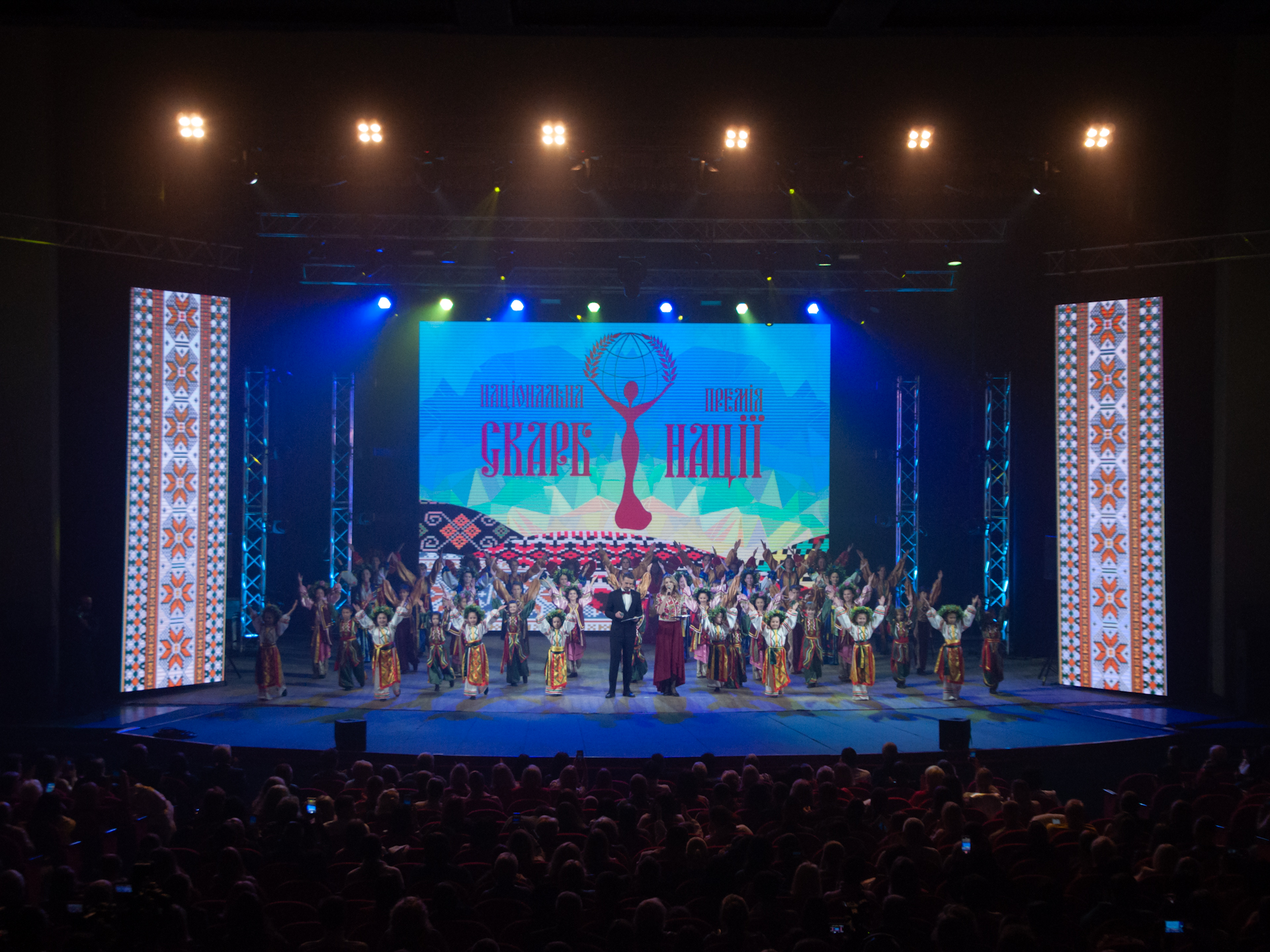
Відкриття церемонії нагородження 2024 року

Національна премія «Скарб нації» - всеукраїнська недержавна нагорода, що з 2022 року вручається громадянам та організаціям з різних сфер, які працюють на благо України та роблять вагомий внесок у захист та розбудову української держави, культури та суспільства. Премія заснована Громадською організацією «Оберіг людства», головою якої є акторка театру та кіно, режисерка й громадська діячка Тетяна Забавська. Присудження відбувається у пʼяти номінаціях за рішенням експретного журі, яке очолює академік Микола Жулинський. Нагорода акцентує на єдності українців та демонструє взаємозвʼязок між поколіннями та сферами діяльності.
Перша церемонія нагородження відбулася 7 жовтня 2022 року в Національному заповіднику «Софія Київська», тоді лауреатами премії стали, зокрема, боксер Олександр Усик, художник Іван Марчук, співачка та акторка Ніна Матвієнко, Бригада НГУ «Азов» тощо. Друга церемонія нагородження пройшла 25 листопада 2023 року в МЦКМ, нагороду на ній отримали, серед інших, генерал-майор ЗСУ Ігор Гордійчук, Національний академічний драматичний театр імені Івана Франка, дитяча лікарня Охматдит, Головний військовий клінічний госпіталь тощо. Датою третьої церемонії стало 25 жовтня 2024 року, коли нагороду в МЦКМ було вручено, зокрема, співаку Артему Пивоварову, родині Глухеньких-Лоцманів, групі компаній Нова пошта, КНУТКіТ імені Івана Карпенка-Карого тощо. Під час церемоній нагородження також проводяться інші заходи, такі як виступи українських артистів, виставки, благодійні аукціони. Крім того, в деяких випадках вручення премії відбувалося поза церемонією, таким чином індивідуально були нагороджені науковиця Світлана Кузнецова, акторка Ада Роговцева, генерал ЗСУ Валерій Залужний, співак Святослав Вакарчук та легкоатлетка Ярослава Магучіх.

## Номінації
- Благодійні фонди та громадські організації
- Родини
- Молоде покоління
- Організації
- Особистості

## Лауреати

#### 2022 рік[1][2]
- Бригада НГУ «Азов»

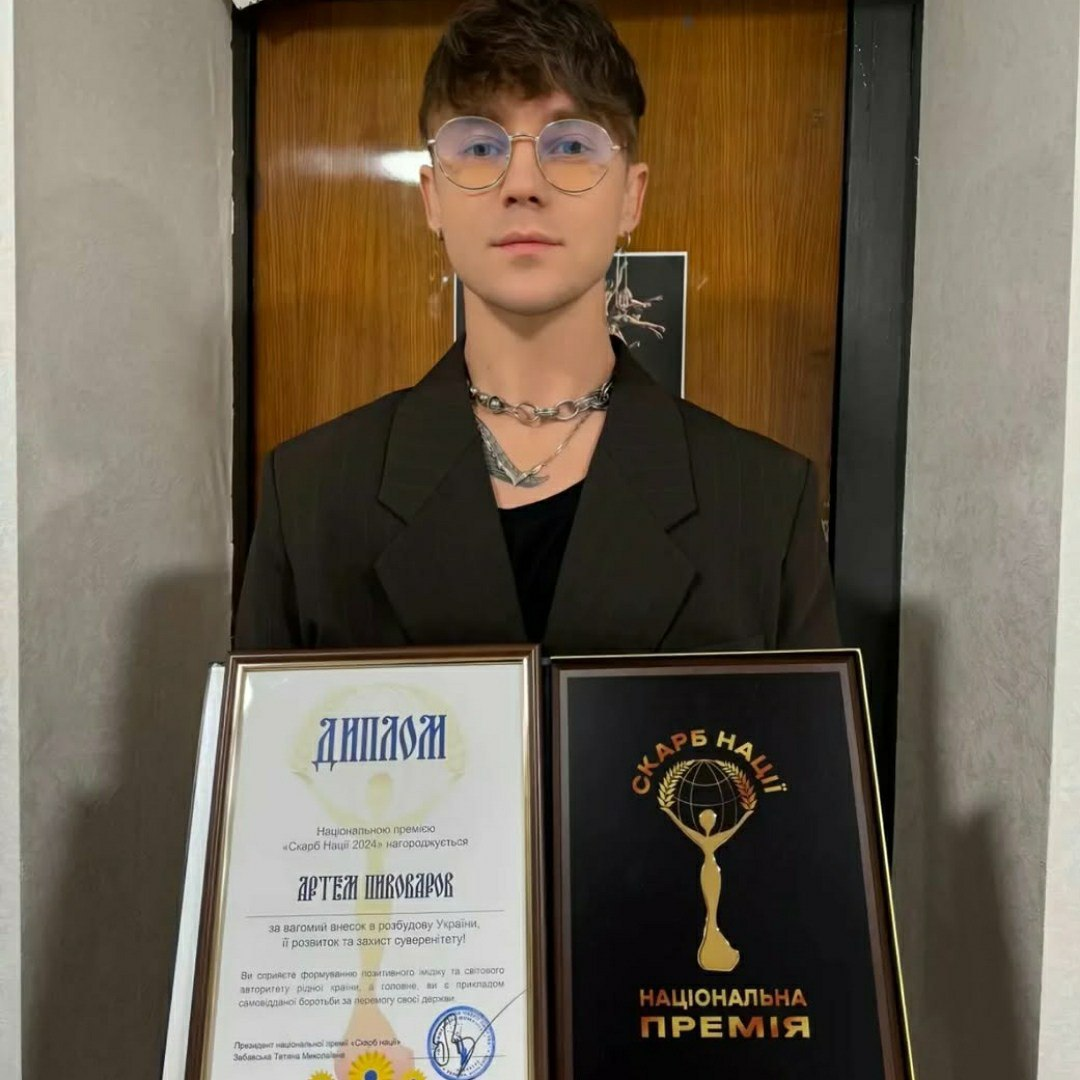
Артем Пивоваров

- Родина Гладеньких - військові у пʼятому поколінні
- Марія Петрова-Мацюк - військова, громадська діячка
- БФ «Твоя опора»
- Марта Левченко - благодійниця
- Олександр Кузняк - волонтер, громадський діяч
- Микола Кулеба
- Яна Зінкевич
- Ернест Скібінський - директор Фонду соціального захисту осіб з інвалідністю
- Ігор Клименко - студент, винахідник
- Марина Вязовська
- Іван Марчук
- Євген Хмара
- Ольга Угнівенко - народна майстриня
- Софія Безверха - блогерка, дослідниця української култури
- Євген Клопотенко
- Олександр Усик

#### 2023 рік[3][4]
- Добробат (волонтерський рух)
- БФ «Angels for Ukraine»
- Нова Україна (організація)

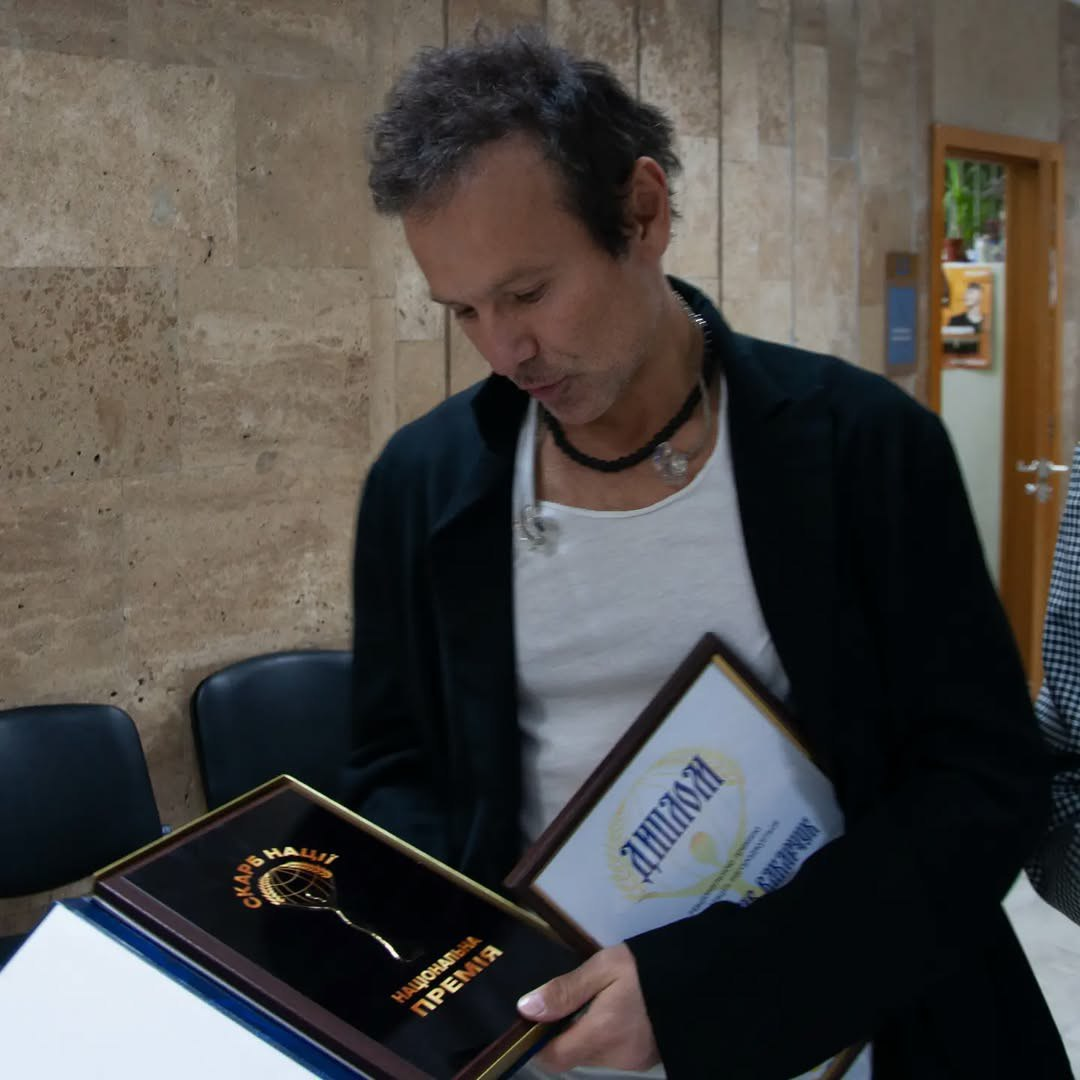
Святослав Вакарчук

- Українська федерація банків продовольства
- БФ «Support Kherson»
- Соціальна ініціатива «ArmWomenNow»
- Подружжя Максют - співаки, волонтери
- Світова федерація українських жіночих організацій
- Національний академічний драматичний театр імені Івана Франка
- Інститут нейрохірургії імені А. П. Ромоданова НАМН України
- Головний військовий клінічний госпіталь
- Охматдит
- Херсонська обласна військова адміністрація
- Карина Кардаш - студентка, співачка, волонтерка
- Вокально-хореографічний ансамбль «Зернятко»
- Ігор Гордійчук
- Людмила Онофриєсе - волонтерка, громадська діячка
- Олександр Корольков - лікар, дитячий ортопед-травматолог
- Галина Алмазова - волонтерка, бойова водійка, парамедикиня

#### 2024 рік[5][6][7][8][9][10][11]
- Світлана Кузнецова
- Ада Роговцева
- Валерій Залужний
- Святослав Вакарчук
- БФ імені Михайла Василевського
- БФ «Ukraine for Heroes», ArtArmor
- БФ «Формат 20»

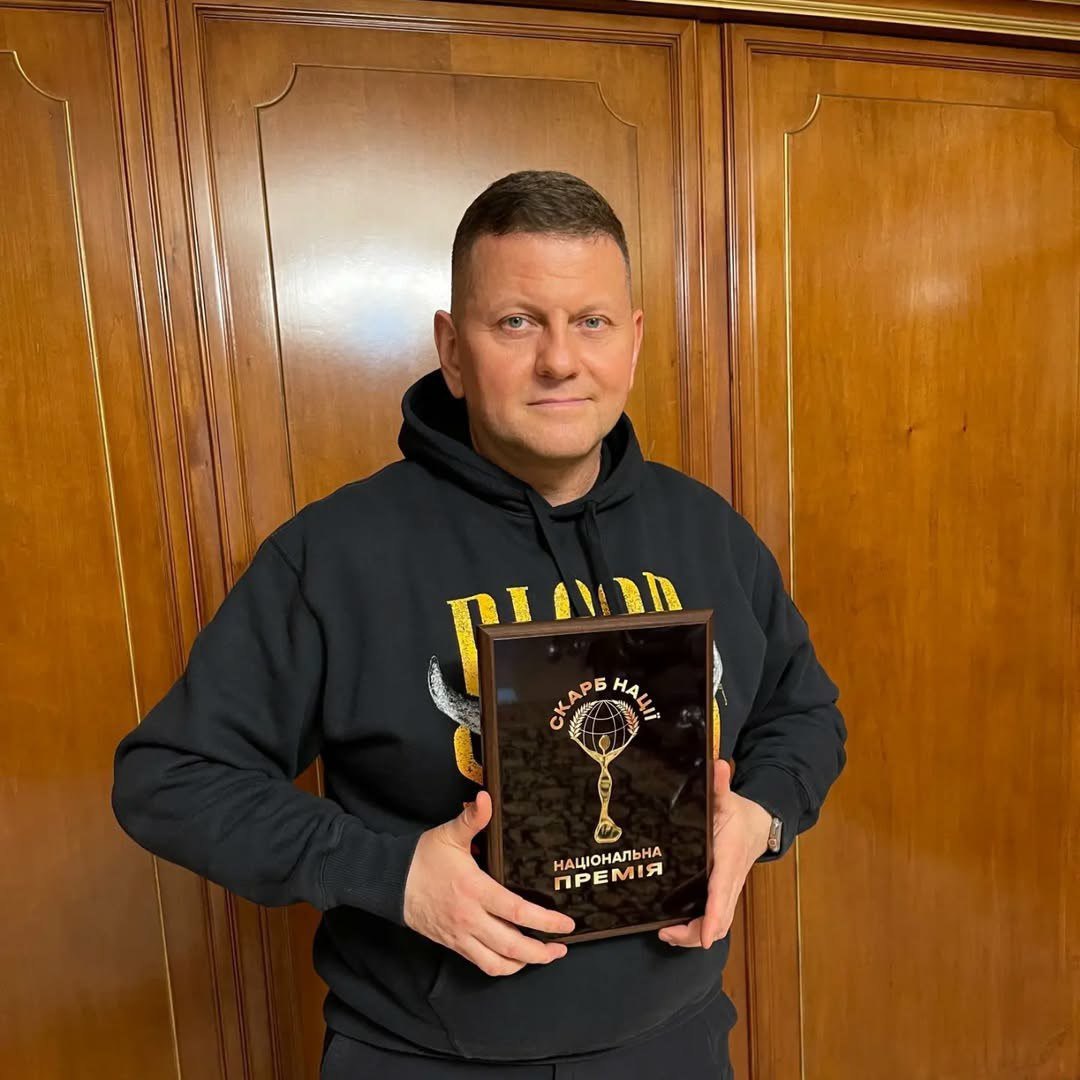
Валерій Залужний

- Всеукраїнський жіночий рух «За вільну Україну»
- Родина Гаврилів - волонтери
- Руслана Лоцман та родина
- Національний музей декоративного мистецтва України
- Київський національний університет театру, кіно і телебачення імені Івана Карпенка-Карого
- Київський природничо-науковий ліцей № 145
- Нова пошта
- Національний комітет спорту інвалідів України
- Софія Нерсесян - юна співачка, волонтерка
- Валерія Єжова - юна шашистка, волонтерка
- Ірина Плахтій - психомоторна терапевтка
- Наталія Чобан - стоматологиня, волонтерка
- Людмила Лисенко
- Ігор Сініцин
- Артем Пивоваров

1. 1 2  Лауреати Національної премії «СКАРБ НАЦІЇ-2022». detector.media (укр.). 12 жовтня 2022. Процитовано 5 січня 2025.
2. 1 2  У Софії Київській нагородили українців, яких визнали «Скарбом нації» - РІСУ. Релігійно-інформаційна служба України (укр.). Процитовано 5 січня 2025.
3. 1 2  У Києві відбулось друге нагородження Національною премією "Скарб нації" тих, хто самовіддано працює на захист та розвиток України. Інтерфакс-Україна (укр.). Процитовано 5 січня 2025.
4. 1 2  У Києві урочисто відзначили тих, хто зміцнює українську державу у воєнний час. Вечірній Київ (укр.). 8 грудня 2023. Процитовано 5 січня 2025.
5. 1 2  Національну премію "Скарб нації-2024" вручили українцям, які підтримують ЗСУ та розповідають про Україну у світі. Інтерфакс-Україна (укр.). Процитовано 5 січня 2025.
6. 1 2  У Києві урочисто відзначать тих, хто самовіддано працює задля перемоги. Вечірній Київ (укр.). 20 жовтня 2024. Процитовано 5 січня 2025.
7. 1 2  Медицина в умовах війни: наука, освіта, захист здоровʼя та підтримка населення. www.ukrinform.ua (укр.). 14 лютого 2024. Процитовано 5 січня 2025.
8. 1 2  Facebook, Національна премія «Скарб нації».
9. 1 2  Facebook, Національна премія «Скарб нації».
10. 1 2  Facebook, Національна премія «Скарб нації».
11. 1 2  Дніпрянка Ярослава Магучіх отримала нагороди від НОК України. kamyanske.com.ua (укр.). 22 листопада 2024. Процитовано 5 січня 2025.